# Jodovodík
Jodovodík (systematicky jodan) – HI je bezbarvý štiplavý plyn, jehož vodný roztok kyselina jodovodíková je silnou kyselinou. Jodovodík je stálý pouze za nepřístupu vzduchu. Vzdušným kyslíkem se oxiduje na jod:
4 HI + O2 → 2 I2 + 2 H2O
Jodovodík vykazuje redukční vlastnosti. Je například za žáru schopen redukovat ethanol na ethan podle rovnice:
3 C2H5OH + HI → HIO3 + 3 C2H6
Jeho příprava vychází z hydrolýzy jodidu fosforečného. Další možností přípravy je zavádění sulfanu do vodné suspenze jodu. Využívá se ve zdravotnictví a chemii.